# Naftaleno de sódio

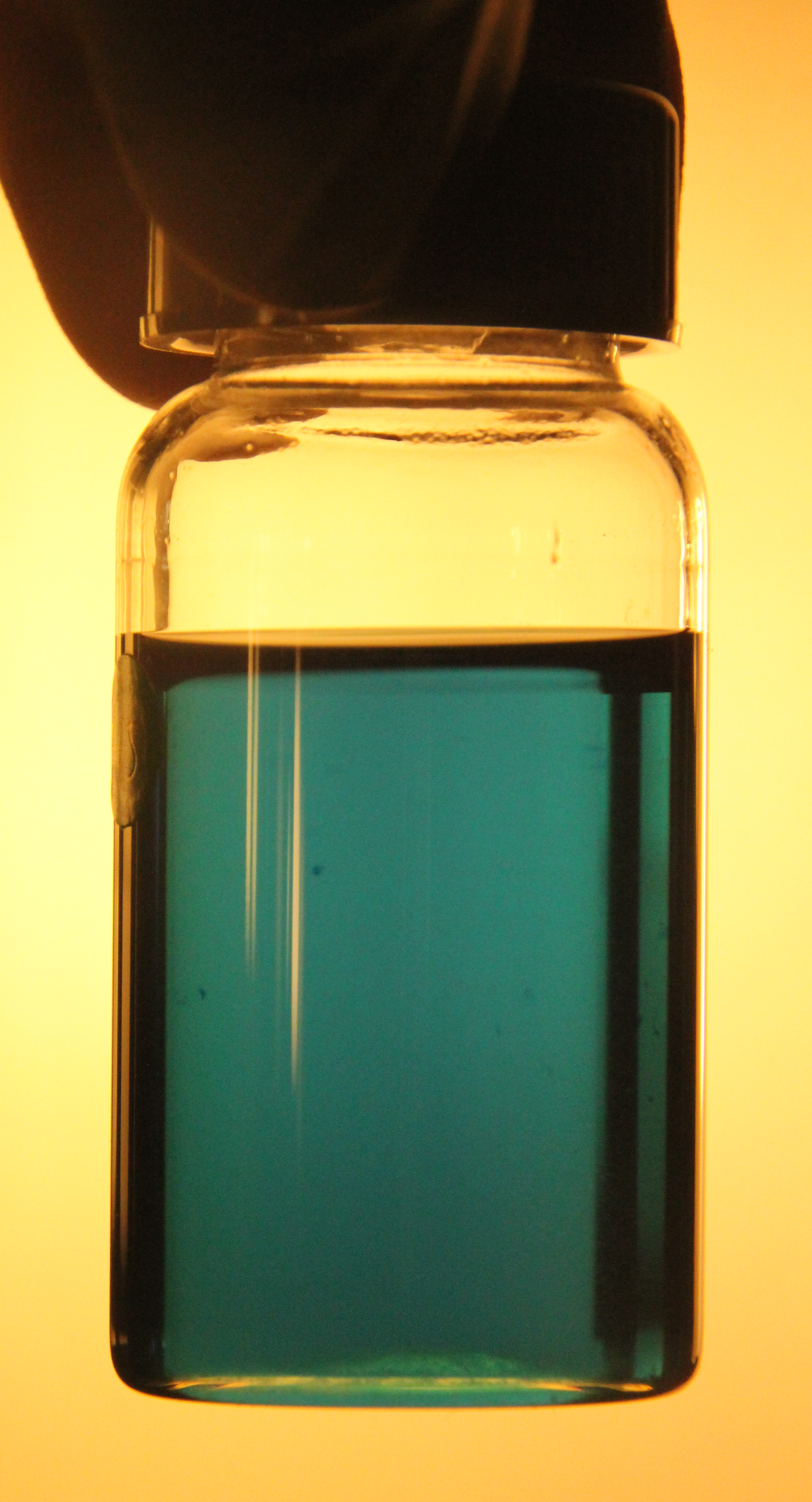
Uma solução de naftalenida de lítio, o sal de lítio do naftaleno, em tetrahidrofurano

Naftaleno sódico é um sal orgânico com a fórmula química Na+
[C
10H
8]–

 . No laboratório de pesquisa, é usado como redutor na síntese de química orgânica, organometálica e inorgânica. Geralmente é gerado in situ. Quando isolado, ele invariavelmente cristaliza como um solvato com ligantes ligados aNa+

.

## Preparação e propriedades
Os sais de naftaleno de metais alcalinos são preparados pela agitação do metal com naftaleno em um solvente etéreo, geralmente como tetrahidrofurano ou dimetoxietano. O sal resultante é verde escuro. O ânion é um radical, dando um forte sinal EPR próximo a g = 2.0. Sua cor verde profunda surge de absorções centradas em 463 e 735 nanômetros.
Vários solvatos de naftalenida de sódio foram caracterizados por cristalografia de raios X. Os efeitos são sutis, o par externo de ligações CH−CH se contrai em 3 picômetros e as outras nove ligações C−C alongam-se em 2–3 picômetros. O efeito líquido é que a redução enfraquece a ligação.